# سوتون إي. غريغز
سوتون إي. غريغز (بالإنجليزية: Sutton E. Griggs)‏ (19 يونيو 1872 في الولايات المتحدة - 2 يناير 1933، هيوستن في الولايات المتحدة)؛ روائي أمريكي.

## روابط خارجية
- سوتون إي. غريغز على موقع الموسوعة البريطانية (الإنجليزية)